# Walter Busse (Botaniker)
Walter Carl Otto Busse (* 7. Dezember 1865 in Berlin; † 15. Dezember 1933 in Rom) war ein deutscher Pharmazeut, Botaniker und Regierungsbeamter, dessen wissenschaftlicher Schwerpunkt auf der deutschen Landwirtschaft und den Pflanzen, Pilzen und Flechten Afrikas lag.

## Leben
Walter Busse war ein Sohn des Regierungs-Geometers Otto Busse und dessen Ehefrau Margarethe Philippine geborene Walter. Nach einer Apothekerlehre in der Altmark und Gehilfenzeit u. a. in der Schweiz und nachdem er in Jena sein Abitur nachgeholt hatte, studierte er ab 1889 in Berlin und Freiburg im Breisgau. 1890 legte er das pharmazeutische Staatsexamen ab, wandte sich aber dann der Botanik zu und promovierte 1892 an der Universität Freiburg zum Dr. phil. Seine erste Stelle war in der Biologischen Abteilung für Land- und Forstwirtschaft am Kaiserlichen Gesundheitsamt in Berlin. 1893 wurde er Mitglied der Deutschen Pharmazeutischen Gesellschaft. 1900 habilitierte er sich, hielt anschließend Vorlesungen über Bakteriologie als Privatdozent an der Universität in Berlin und unternahm später im Jahr eine Pflanzensammelexpedition nach Deutsch-Ostafrika. Er reiste dann von Oktober 1902 bis Februar 1903 in den Botanischen Garten von Buitenzorg (heute Bogor) auf Java, um eine Studie über Cinchona-Arten durchzuführen, die als Chininquelle einen medizinischen Wert haben. 1903 ging er erneut nach Afrika, um in den deutschen Kolonien im heutigen Tansania, Kamerun und Togo Sammlungen anzufertigen, bevor er 1905 nach Deutschland zurückkehrte. Er schied aus dem Gesundheitsamt aus, wurde als Regierungsrat in den Staatsdienst übernommen und nach der Gründung des Reichskolonialamtes wurde ihm ein Referat für Land- und Forstwirtschaft übertragen. In dieser Position bereiste er 1909 Zentralasien, den Kaukasus, die Krim und Nordamerika und die 1910 Türkei. 1911 wurde er Geheimer Regierungsrat, 1915 Geheimer Oberregierungsrat und diente von 1916 bis 1918 beim Militär. 1919 ging er offiziell in den Ruhestand, war aber von 1926 bis zu seinem Tod Delegierter des Deutschen Reiches beim Internationalen Landwirtschaftsinstitut in Rom.

## Tätigkeit
Während seiner Sammelreisen nach Afrika wurde er u. a. beauftragt, lokale Gehölzarten für kommerzielle Zwecke zu bewerten. Bemerkenswert sind auch seine Arbeiten über Tabak und Luzerne. Viele Pflanzenexemplare erwarb und beschrieb er. Dafür wird das Standard-Autorenkürzel Busse verwendet, um ihn als Autor anzugeben, wenn ein botanischer Name zitiert wird. Er ist der Namensgeber für mehr als 30 Taxa. Während des Sammelns machte er auch zahlreiche Fotografien, die er später in seinen Veröffentlichungen nutzte.

## Publikationen
- Beiträge zur Kenntniss der Morphologie und Jahresperiode der Weisstanne (Abies alba Mill.), Inaugural-Dissertation. Höfling, München 1893 (Volltext in der Google-Buchsuche).
- Bakteriologische Mitteilungen. In: Berichte der Deutschen Pharmaceutischen Gesellschaft. Band 3. R. Gaertners Verlagsbuchhandlung, Berlin 1893, S. 290–307 (Volltext in der Google-Buchsuche).
- Studien über die Vanille. J. Springer, 1898 (Druckversion in der Google-Buchsuche).
- Forschungsreise durch den südlichen Teil von Deutsch-Ostafrika. E. S. Mittler & Sohn, 1902 (Druckversion in der Google-Buchsuche).
- Bericht über eine im Auftrage des Kaiserlichen Gouvernements von deutsch-Ostafrika ausgeführte Forschungsreise durch den südlichen Teil dieser Kolonie. Mittler & Sohn, 1902 (Druckversion in der Google-Buchsuche).
- Untersuchungen über die Krankheiten der Sorghum-Hirse: ein Beitrag zur Pathologie und Biologie tropischer Kulturgewächse. P. Parey, 1904 (Druckversion in der Google-Buchsuche).
- Bericht über die pflanzenpathologische Expedition nach Kamerun und Togo 1904/1905. Mittler & Sohn, 1906 (Druckversion in der Google-Buchsuche).
- Untersuchungen über die Krankheiten der Zuckerrübe. Berlin 1907 (Druckversion in der Google-Buchsuche).
- Das südliche Togo: Vegetationsbilder. Mittler & Sohn, 1908 (Druckversion in der Google-Buchsuche).
- Die periodischen Grasbrände im tropischen Afrika, ihr Einfluss auf die Vegetation und ihre Bedeutung für die Landeskultur. Gustav Fischer, Berlin 1908 (Druckversion in der Google-Buchsuche).
- Bewässerungswirtschaft in Turan und ihre Anwendung in der Landeskultur. Fischer, Jena 1915.
- Georg Schweinfurth; Bericht der Deutschen Botanischen Gesellschaft Vol. 43. 1925.
- Das Tabakforschungsinstitut Scafati. "Die Tabakwelt", Dresden 1927.
- Der Kartoffelbau in Italien. Parey, Berlin 1932.
- Das italienische Meliorationswesen (bonifica integrale), Band 1. P. Parey, 1933 (Druckversion in der Google-Buchsuche).